# Itakano (métro d'Osaka)
Itakano (井高野駅, Itakano-eki) est une station du métro d'Osaka sur la ligne Imazatosuji dans l'arrondissement de Higashiyodogawa à Osaka.

## Situation sur le réseau
La station Itakano marque le début de la ligne Imazatosuji.

## Histoire
La station a été inaugurée le 24 décembre 2006.

## Services aux voyageurs

### Accès et accueil
La station est ouverte tous les jours.

### Desserte

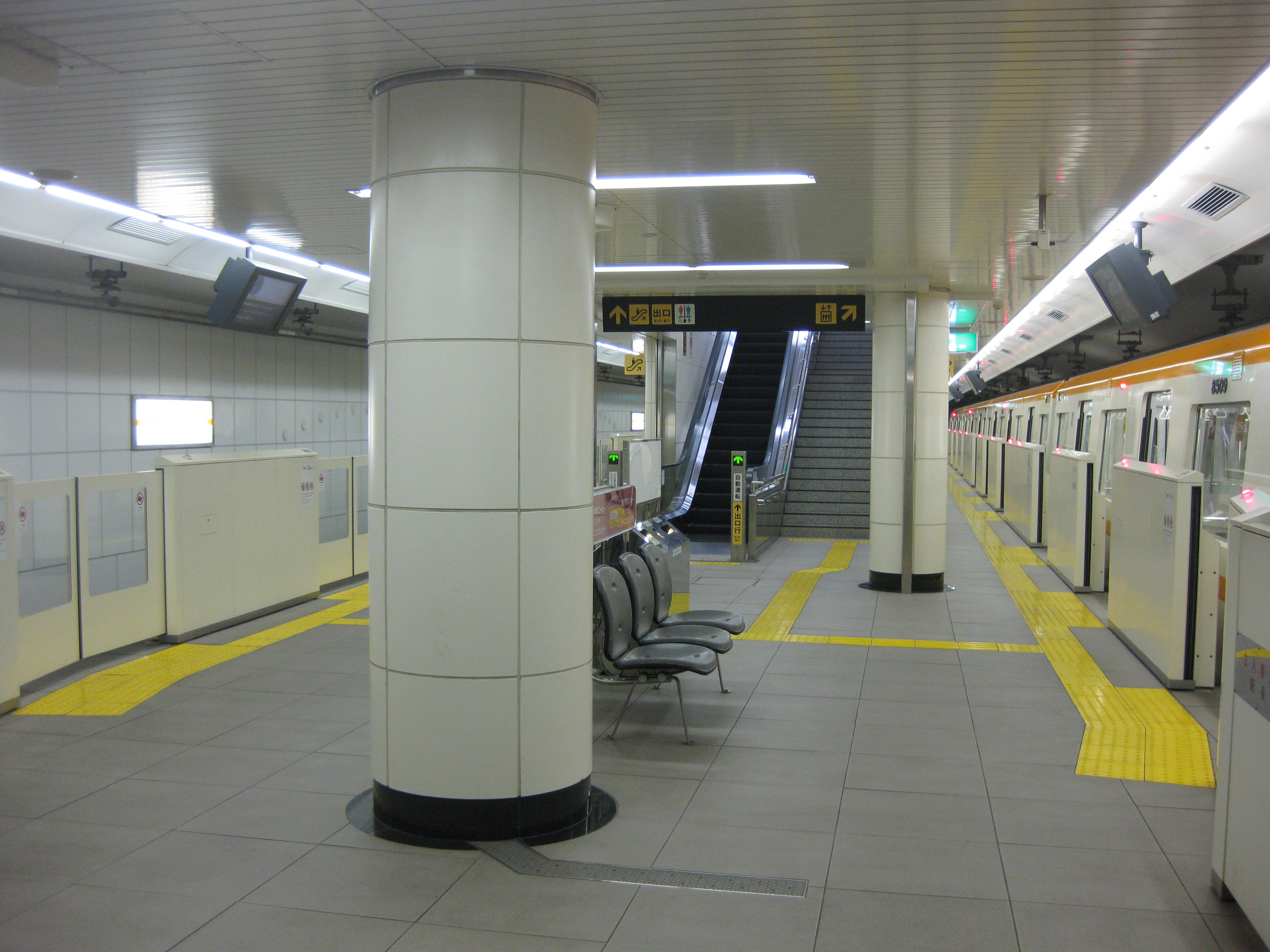
Vue du quai de la station

- Ligne Imazatosuji :
  - voies 1 et 2 : direction Imazato

## Dans les environs
- Université des Sciences Économiques d'Osaka
- Université Seikei d'Osaka (en)